# Шехзаде (титул)

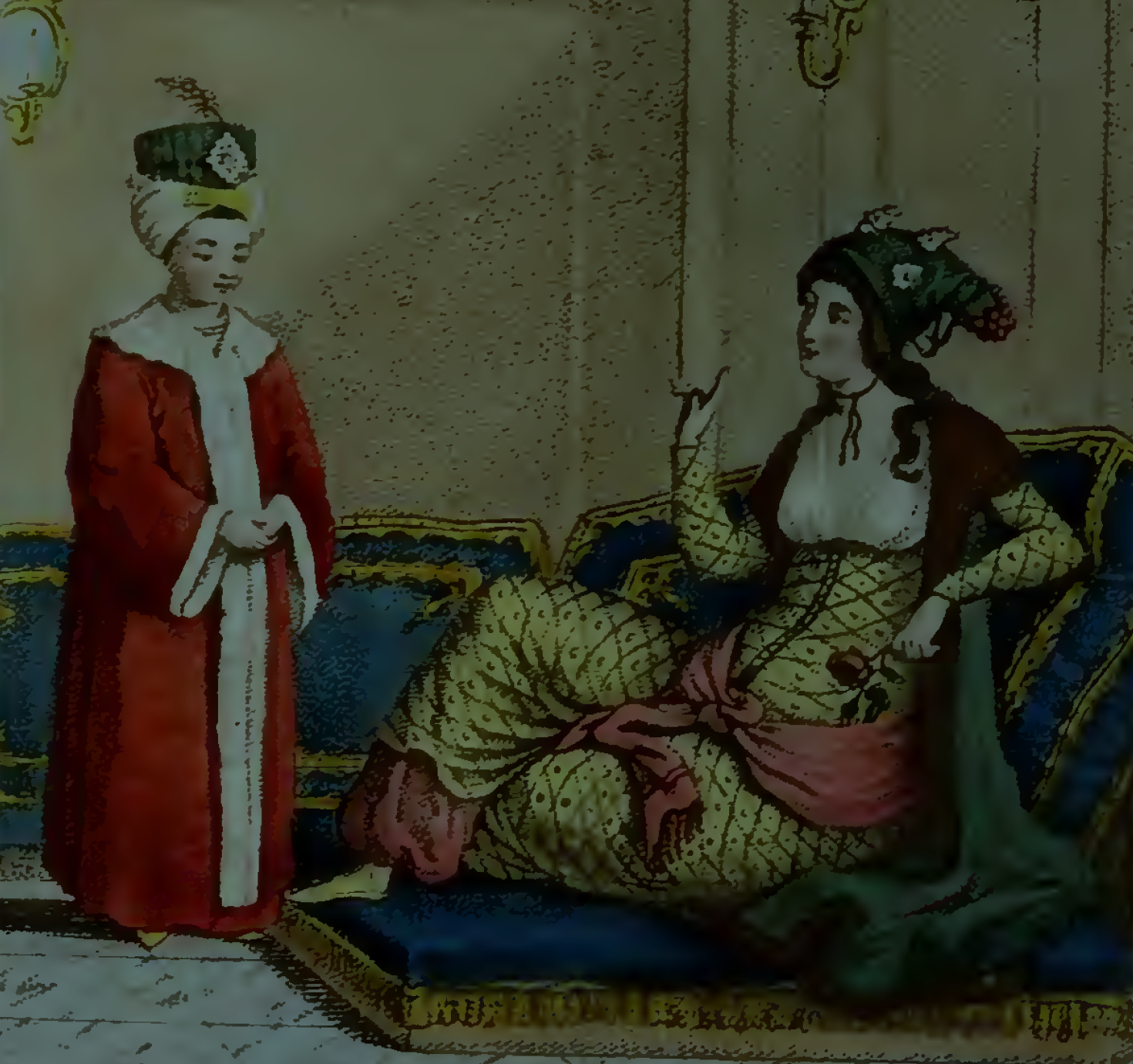
Наследник и его мать, фаворитка султана, на раскрашенной гравюре 1812 года

Шехзаде́, или шахзаде́ (осман. شهزاده‎, совр. тур. şehzade от перс. şāhzādeh شاهزاده‎), — титул персидского происхождения, обозначавший принцев, потенциальных наследников престола. Использовался с именами сыновей султанов в Османской империи в XV—XVIII веках и сыновей шахов в Сефевидском государстве.

## Происхождение
Сам термин «шахзаде» состоит из корня шах и суффикса заде, в буквальном значении — потомок, в смысловом — принадлежащий. Буквальный перевод термина «шахзаде» — «сын шаха».
Этот титул в раннесредневековом Иране, Османской империи, Империи Великих Моголов, Сефевидском государстве и некоторых других мусульманских странах даровался всем принцам крови.
Титул «шехзаде» использовался в Османской империи для обозначения мужского потомства султанов. Слово «шахзаде» персидского происхождения и в переводе с персидского означает «сын правителя, принц». До конца XVI века как правило, наследники престола, шахзаде, назначались султаном правителями санджаков — административно-территориальных единиц в Османской империи. Последним шехзаде, выехавшим в санджак, был Мехмед III. Начиная с его сына, Ахмеда I, правили султаны, которые в свою бытность шехзаде не учились навыкам управления в санджаках.

## Носители и вариации
Известные носители титула в Османской империи: Шехзаде Мустафа, Шехзаде Мехмед и другие.
Вариантом является титул падшахзаде (бадшахзаде) — «сын падишаха».
В XIV и XV веках принцы в Османской империи часто титуловались «челеби», среди них все сыновья султана Баязида I (например, Мехмед и Муса). Начиная с XIX века к принцам в Османской империи обращались «эфенди».